# Akahata

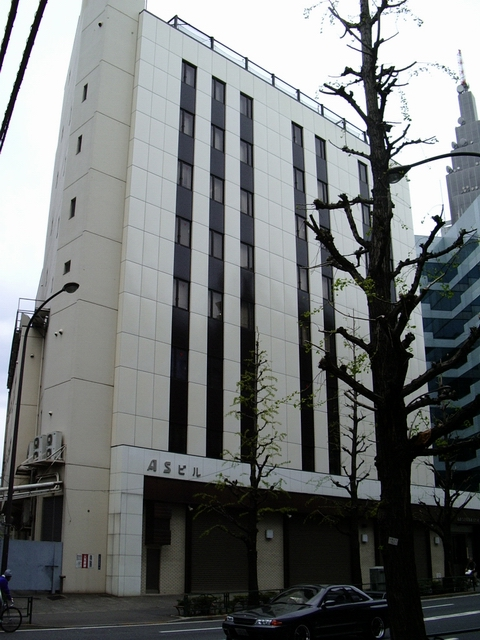
Sediul jurnalului Shimbun Akahata din Tokio

Akahata sau Shimbun Akahata (しんぶん赤旗 ziarul Drapelul Roșu?) este ziarul Partidului Comunist Japonez care a apărut la Tokio în 1928 și având ediție zilnică.
Are ziariști în multe orașe mari ale lumii ca: Beijing, Berlin, Cairo, Hanoi, London, Mexico City, Moscova, New Delhi, Paris și Washington, D.C..

## Legături externe
- ja  Situl oficial al ziarului